# Los Santos (Kolumbia)
Los Santos – miasto w Kolumbii, w departamencie Santander.